# Michał Widuch
Michał Widuch (ur. 11 kwietnia 1992 w Mikołowie) – polski futsalista, bramkarz, reprezentant Polski, obecnie jest zawodnikiem występującego w ekstraklasie klubu Piast Gliwice.

## Przebieg kariery
Michał Widuch jest wychowankiem Ruchu Chorzów. W sezonie 2011/2012 został zawodnikiem występującej w ekstraklasie Gwiazdy Ruda Śląska. Kolejny sezon spędził na wypożyczeniu w pierwszoligowej GAF Jasna Gliwice, z którą zajął drugie miejsce w lidze i awansował do ekstraklasy. Przed sezonem 2013/2014 związał się z GAF-em na zasadzie transferu definitywnego. W tym samym sezonie ze swoim klubem zajął drugie miejsce w Pucharze Polski. W październiku 2014 otrzymał od selekcjonera reprezentacji Polski Andrei Bucciola powołanie na towarzyski turniej, w którym wzięły udział reprezentacje Polski, Walii, Grecji i Słowenii. W kadrze zadebiutował w wygranym 8:1 meczu przeciwko Walijczykom. Od sezonu 2016/2017 gra dla Piasta Gliwice. Brał udział w Mistrzostwach Europy w Futsalu, które odbywały się w Słowenii (Lublanie) w dniach 30 stycznia – 10 lutego 2018. W sezonie 2018/2019 zajął drugie miejsce w Pucharze Polski.

## Występy ligowe
| Klub                    | Sezon              | Liga               | Liga  | Liga   |
| Klub                    | Sezon              | Liga               | Mecze | Bramki |
| ----------------------- | ------------------ | ------------------ | ----- | ------ |
| SRS Gwiazda Ruda Śląska | 2010/11            | Ekstraklasa        | 11    | 0      |
| SRS Gwiazda Ruda Śląska | 2011/12            | Ekstraklasa        | 27    | 0      |
| SRS Gwiazda Ruda Śląska | 2012/13            | Ekstraklasa        | 12    | 0      |
| SRS Gwiazda Ruda Śląska | Ogólnie            | Ogólnie            | 50    | 0      |
| Gaf Omega Gliwice       | 2012/13            | I liga             | 11    | 0      |
| Gaf Omega Gliwice       | 2013/14            | Ekstraklasa        | 20    | 1      |
| Gaf Omega Gliwice       | 2014/15            | Ekstraklasa        | 22    | 2      |
| Gaf Omega Gliwice       | 2015/16            | Ekstraklasa        | 21    | 0      |
| Gaf Omega Gliwice       | Ogólnie            | Ogólnie            | 74    | 3      |
| Piast Gliwice           | 2016/17            | Ekstraklasa        | 26    | 0      |
| Piast Gliwice           | 2017/18            | Ekstraklasa        | 26    | 1      |
| Piast Gliwice           | 2018/19            | Ekstraklasa        | 20    | 2      |
| Piast Gliwice           | 2019/20            | Ekstraklasa        | 17    | 0      |
| Piast Gliwice           | Ogólnie            | Ogólnie            | 90    | 3      |
| Ogólnie w karierze      | Ogólnie w karierze | Ogólnie w karierze | 214   | 6      |